# حسن اللوزی
حسن اللوزی (عربی: حسن أحمد اللوزي؛ ۱۹۵۲ – ۱۳ ژوئیه ۲۰۲۰) سیاستمدار و نویسنده اهل یمن بود.
وی نویسنده داستان‌های کوتاه و شاعر بود. آثار وی به انگلیسی نیز ترجمه شد و بخشی از میراث ادبیات عربی مدرن در دهه ۱۹۸۰ میلادی را تشکیل داد. پس از آن وارد عرصه سیاست شد. وی از ۴ ژوئن تا ۲۳ اوت ۲۰۱۱ نخست‌وزیر یمن بود.
وی در ۱۳ ژوئیه ۲۰۲۰ بر اثر ابتلا به ویروس کرونا درگذشت.